# سریکس
سریکس (یونانی باستان: Κῆρυξ) در اساطیر یونانی فرزند هرمس است و مانند پدرش، یک پیام‌رسان بود.

## در فرهنگ عامه
سریکس در بازی موبایل خدای جنگ: خیانت به عنوان غول مرحله آخر بازی حضور پیدا می‌کند.او تلاش کرد که به کریتوس درباره عواقب کارهایش در یونان هشدار دهد. کریتوس او را به علت دخالت در عملیات پیدا کردن قاتل گمنام کشت.